# 視聴覚著作物の国際登録に関する条約
視聴覚著作物の国際登録に関する条約（しちょうかくちょさくぶつのこくさいとうろくにかんするじょうやく、英：Treaty on the International Registration of Audiovisual Works、略称；フィルム登録条約（英：Film Register Treaty）、FRT）は、1989年に作成された視聴覚著作物の国際登録に関する国際条約である。

## 概要
世界知的所有権機関（WIPO）が管理する。1989年4月18日にスイスのジュネーヴで作成され、1991年2月27日に発効した。締約国は13ヶ国で、日本は未締結。本条約の締約国は同盟（FRT同盟）を形成する。
本条約は、映画やテレビ番組などの視聴覚著作物の国際的な流通を促進するために、視聴覚著作物の国際登録制度を創設する。本条約に基づく国際登録機関（International Registry）はオーストリア（ただし、オーストリアとの協定が結ばれない場合にはジュネーヴ）に置かれることと規定されており、1991年3月1日にクロスターノイブルク（Klosterneuburg）に設置された。しかし、利用が低調であった（2000年9月時点で2ヶ国からの400件以下の登録しかなかった）ことから閉鎖されて、ジュネーヴに移転しており、移転後は活動していない状況である。